# Norco (Califórnia)
Norco é uma cidade localizada no estado americano da Califórnia, no Condado de Riverside. Foi incorporada em 28 de dezembro de 1964.

## Geografia
De acordo com o United States Census Bureau, a cidade tem uma área de 37 km², onde 36,1 km² estão cobertos por terra e 0,8 km² por água.

### Localidades na vizinhança
O diagrama seguinte representa as localidades num raio de 16 km ao redor de Norco.

## Demografia
Segundo o censo nacional de 2010, a sua população é de 27 063 habitantes e sua densidade populacional é de 748,50 hab/km². Possui 7 322 residências, que resulta em uma densidade de 202,51 residências/km².